# Іван Ірвін
Іван Ірвін (англ. Ivan Irwin, нар. 13 березня 1927, Чикаго) — канадський хокеїст, що грав на позиції захисника.

## Ігрова кар'єра
Професійну хокейну кар'єру розпочав 1947 року.
Протягом професійної клубної ігрової кар'єри, що тривала 14 років, захищав кольори команд АХЛ, а також двох клубів НХЛ «Нью-Йорк Рейнджерс» та «Монреаль Канадієнс».

## Статистика НХЛ
| Сезон        | Клуб                 | Ліга         | Регулярний сезон | Регулярний сезон | Регулярний сезон | Регулярний сезон | Регулярний сезон | Плей-оф | Плей-оф | Плей-оф | Плей-оф | Плей-оф |
| Сезон        | Клуб                 | Ліга         | І                | Г                | П                | О                | ШХ               | І       | Г       | П       | О       | ШХ      |
| ------------ | -------------------- | ------------ | ---------------- | ---------------- | ---------------- | ---------------- | ---------------- | ------- | ------- | ------- | ------- | ------- |
| 1952—53      | «Монреаль Канадієнс» | НХЛ          | 4                | 0                | 1                | 1                | 0                | —       | —       | —       | —       | —       |
| 1953—54      | «Нью-Йорк Рейнджерс» | НХЛ          | 56               | 2                | 12               | 14               | 109              | —       | —       | —       | —       | —       |
| 1954—55      | «Нью-Йорк Рейнджерс» | НХЛ          | 60               | 0                | 13               | 13               | 85               | —       | —       | —       | —       | —       |
| 1955—56      | «Нью-Йорк Рейнджерс» | НХЛ          | 34               | 0                | 1                | 1                | 20               | 5       | 0       | 0       | 0       | 8       |
| 1957—58      | «Нью-Йорк Рейнджерс» | НХЛ          | 1                | 0                | 0                | 0                | 0                | —       | —       | —       | —       | —       |
| Усього в НХЛ | Усього в НХЛ         | Усього в НХЛ | 155              | 2                | 27               | 29               | 214              | 5       | 0       | 0       | 0       | 8       |